# Diecezja Virac
Diecezja Virac – diecezja rzymskokatolicka na Filipinach. Powstała w 1974 z terenu archidiecezji Legazpi.

## Lista biskupów
- José Sorra (1974–1993)
- Manolo de los Santos (1994–2024)
- Luisito Occiano (od 2024)